# 68109 Naomipasachoff
68109 Naomipasachoff è un asteroide della fascia principale. Scoperto nel 2000, presenta un'orbita caratterizzata da un semiasse maggiore pari a 2,4703477 UA e da un'eccentricità di 0,1029184, inclinata di 8,72889° rispetto all'eclittica.
L'asteroide è dedicato alla scrittrice statunitense Naomi Pasachoff.